# Neoeutrypanus sobrinus
Neoeutrypanus sobrinus là một loài bọ cánh cứng trong họ Cerambycidae.